# 西伯利亚乌克兰人
西伯利亚乌克兰人（羅馬化：Sybirski Ukraintsi，羅馬化：Sibirskiye Ukraintsy）是一個在俄羅斯西伯利亚和远东地区的少数民族，但在一些城市占多数。西伯利亚乌克兰人是乌克兰侨民中规模最大、历史上最重要的组成部分之一，也是最早的乌克兰侨民之一。

## 著名西伯利亚乌克兰人
- 康斯坦丁·切尔年科
- 阿纳斯塔西娅·普罗科彭科
- 阿列克谢·亚基门科

## 西伯利亚的乌克兰文化
西伯利亚有几家乌克兰语出版报纸的報社，以及私人资助的乌克兰语学校。乌克兰天主教会在许多西伯利亚城镇和村庄设有分支机构，为来自乌克兰西部的移民提供服务